# 北賽普勒斯國旗
北賽普勒斯土耳其共和國國旗與土耳其國旗相似。國旗為白地，上下各有一條紅色條紋。中央為紅色的星月圖案。比例为2:3。
现行国旗启用于1984年，最初的国旗为红地，后改为白地。

## 象征
北塞浦路斯政府尚未发布国旗的官方象征含义说明。据其他资料，五角星和新月代表土耳其族，红色象征希腊裔和土耳其裔冲突所流下的鲜血，白色象征和平。上下的平行横条象征北塞浦路斯土耳其共和国永久存在。

## 历代国旗
| 旗帜 | 日期      | 使用                  | 描述                                                                                     |
| ---- | --------- | --------------------- | ---------------------------------------------------------------------------------------- |
|      | 1974–1984 | 事实上 北塞浦路斯国旗 | 土耳其国旗在入侵期间使用，随后由塞浦路斯土耳其联邦国和北塞浦路斯使用，直到1984年3月7日。 |
|      | 不適用    | 北塞浦路斯旗帜        | 1983年11月18日由部长会议选定的旗帜。                                                     |
|      | 不適用    | 北塞浦路斯拟议国旗    | 塞浦路斯安南计划拟议国旗                                                                 |
|      | 1984–至今 | 北塞浦路斯国旗        | 北塞浦路斯土耳其共和国现行国旗                                                           |

- 塞浦路斯土族邦（1974年-1983年）
- 1983年11月18日，仅得到土耳其承认的北塞浦路斯土耳其共和国宣布独立3天后，北塞浦路斯部长会议讨论了新国家的国旗。决定使用塞浦路斯国旗，而土耳其国旗则放置在塞浦路斯国旗内（左上）。<ref>Council of Europe/Conseil de l'Europe,  (1996), Yearbook of the European Convention on Human Rights / Annuaire de la convention européenne des droits de l'homme, p. 153

- 北塞浦路斯土耳其共和国（1983年-1984年）
- 北塞浦路斯土耳其共和国（1984年—）

## 圖片

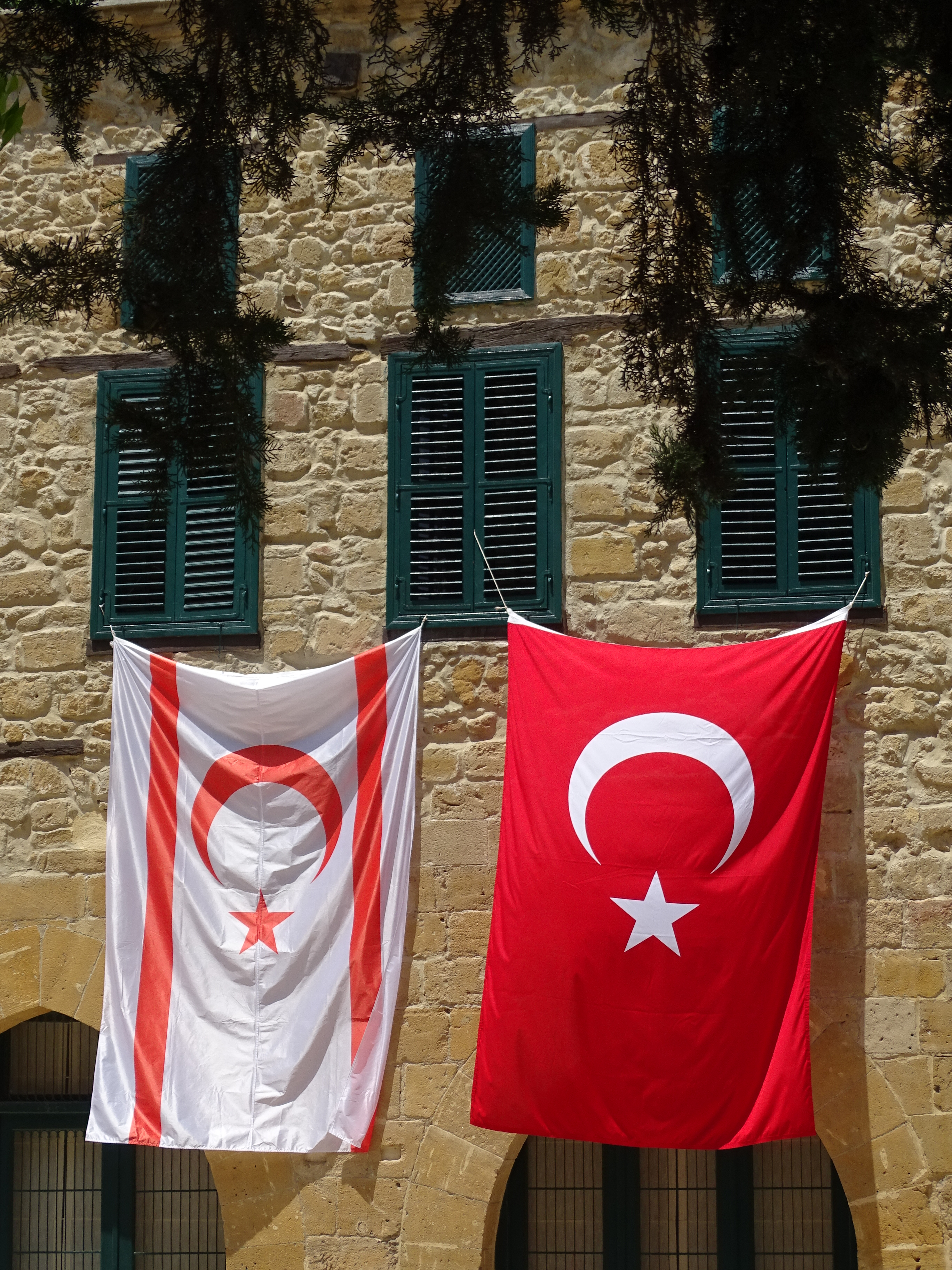
同时悬挂的土耳其国旗、北賽普勒斯土耳其共和国国旗
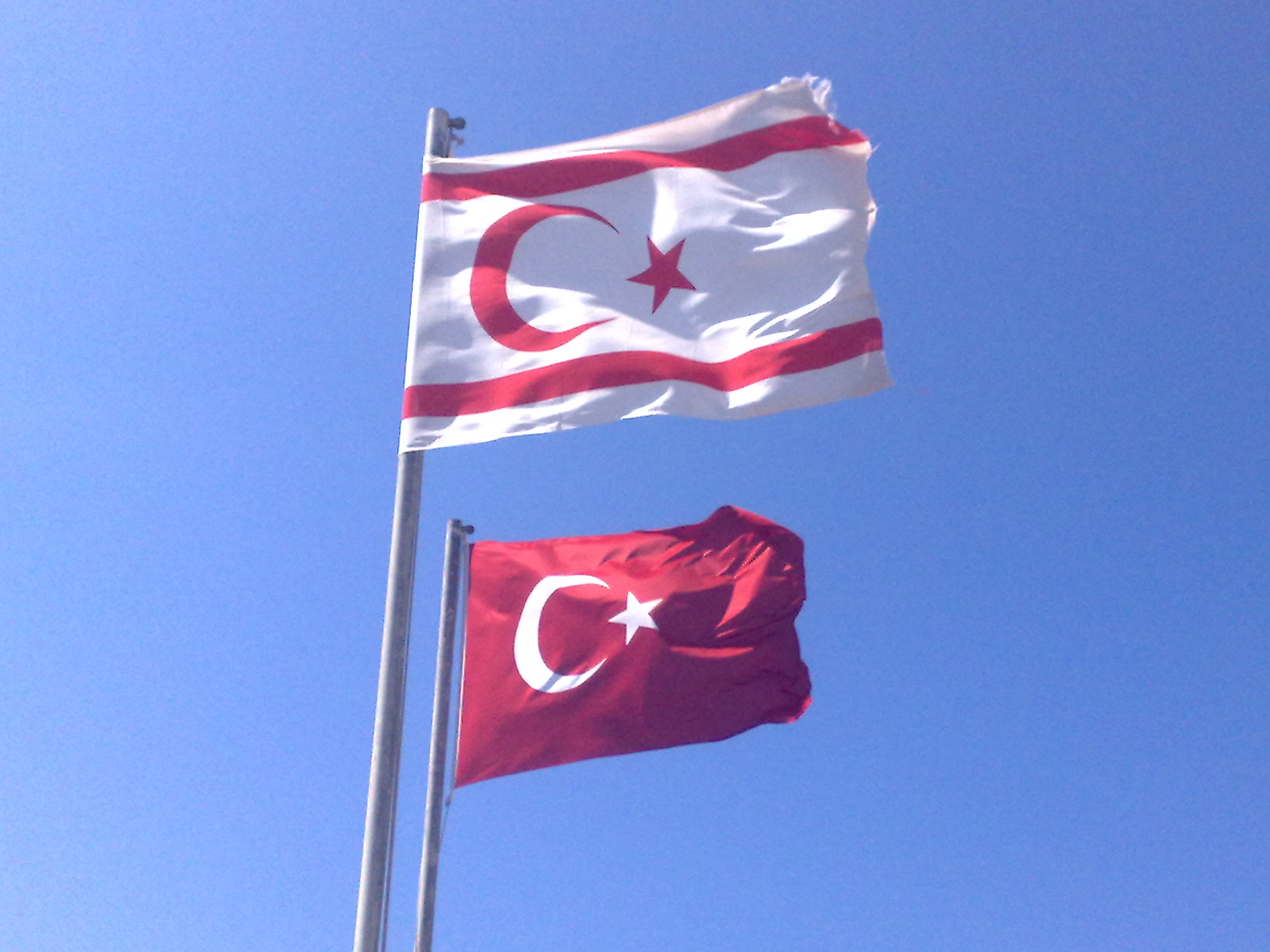
共同飘扬的北賽普勒斯國旗与土耳其国旗
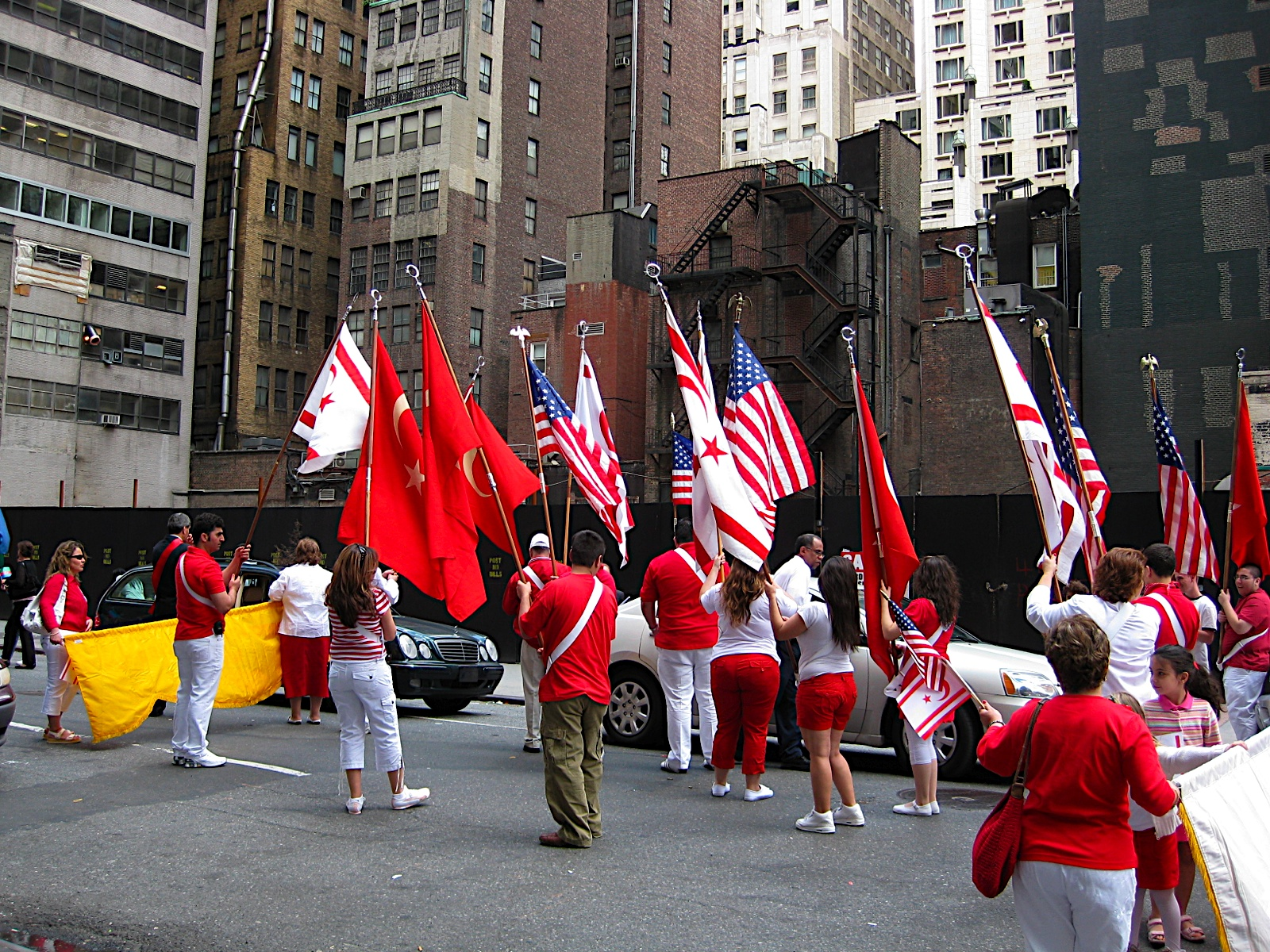
在美國紐約舉行的年度土耳其日（Turkish Day）遊行，遊行民眾同時舉著土耳其国旗、北賽普勒斯土耳其共和国国旗與美國國旗。攝於2008年。
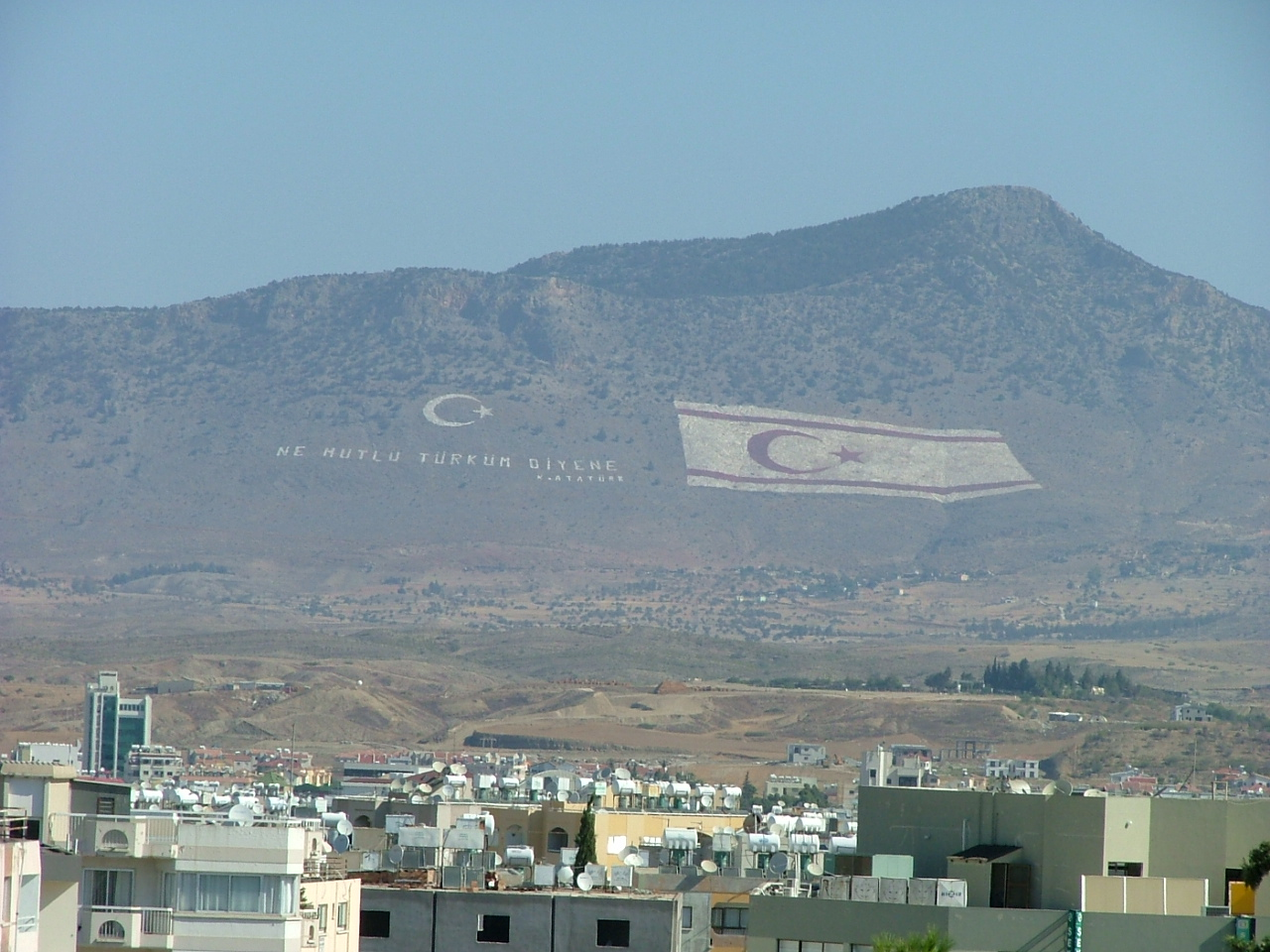
巨幅在凯里尼亚山脉上的北塞浦路斯土耳其共和國國旗。